# 色素胞

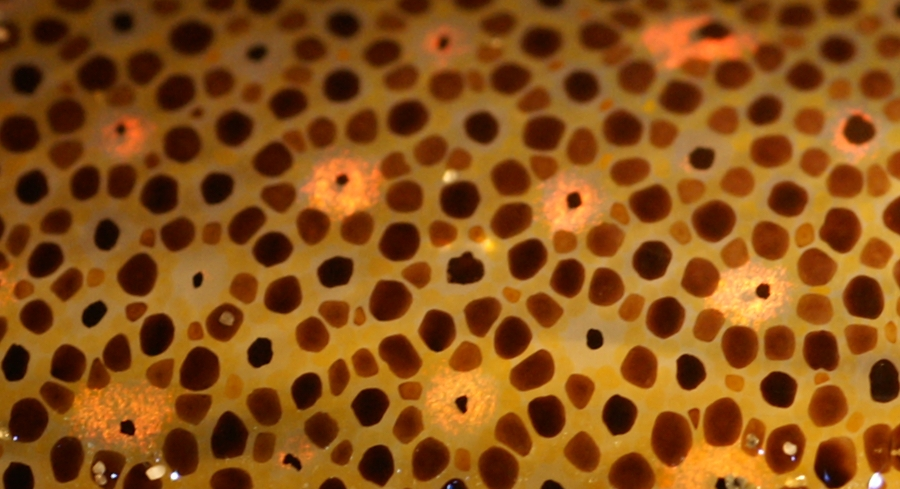
イカの色素胞

色素胞（しきそほう、英語: chromatophore）は、変温動物における色素細胞であり、細胞外へ色素を分泌する恒温動物の色素細胞とは異なり細胞内に色素顆粒（chromatosome）や反射小板（reflecting platelet）と呼ばれる細胞小器官を保持する。作り出す色彩によって、黒色素胞、赤色素胞、黄色素胞、白色素胞、虹色素胞、青色素胞の6種に分類され、いずれも神経冠に由来する。

## 色素胞の種類
黒色素胞、赤色素胞、黄色素胞、白色素胞、虹色素胞、青色素胞がある。
虹色素胞（iridophore）は、細胞体の中にグアニン結晶由来の反射小板を含み、その構造色により色彩を呈する。アオリイカによく見られる。

## 体色変化

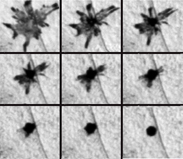
体色変化のタイムラプス写真

動物が、環境などに合わせて色素胞を変化させることを体色変化（英語：metachrosis）と呼ぶ。
細胞内における色素顆粒や反射小板の位置・分布を変える細胞運動をする色素胞も多く存在する。色素胞の細胞運動は短時間における体色変化に関与している。環境の変化などにより起こる生体組織中の色素胞の細胞数・分布や色素胞が含有する色素顆粒・反射小板の数量の変化は長時間における体色変化に関与している。短時間による体色変化を生理学的体色変化、長時間による体色変化を形態的体色変化と呼ぶ。体色変化に関与するホルモンにはMCH、MSH、メラトニン、アドレナリンが挙げられる。
カメレオンは、体温が低いときに日光の熱を吸収するため黒くなったり・逆に体温が高いときに青白くなり反射して体温調整に用いたり、相手に警戒を伝えたり求愛したり獲物を捕まえるために体色を変化させる。

## 画像集

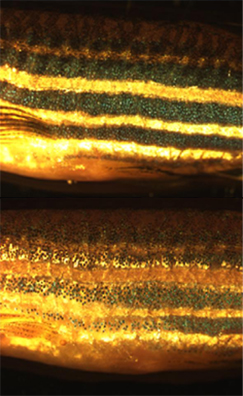
ゼブラフィッシュの色素胞
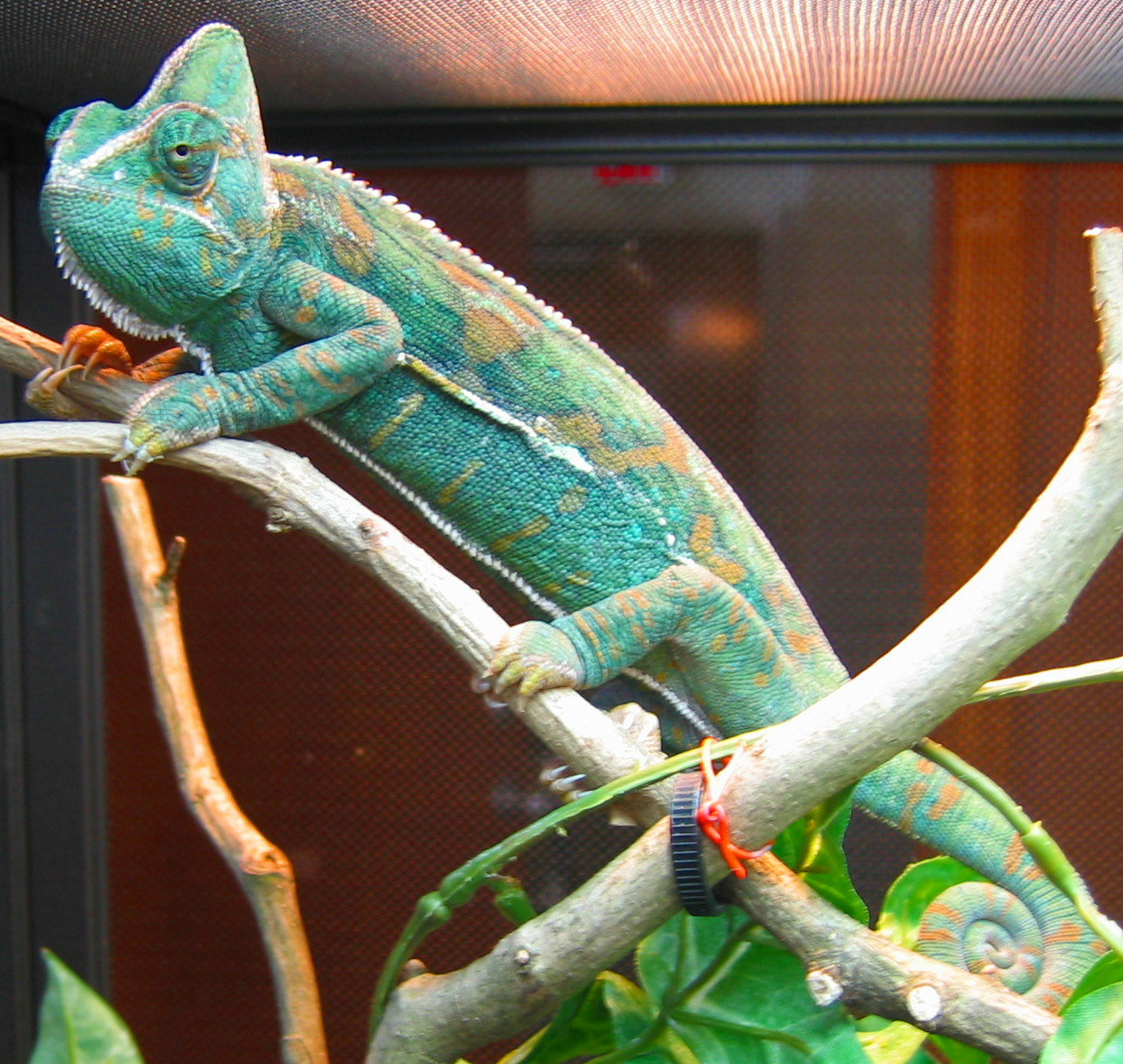
エボシカメレオンの雌
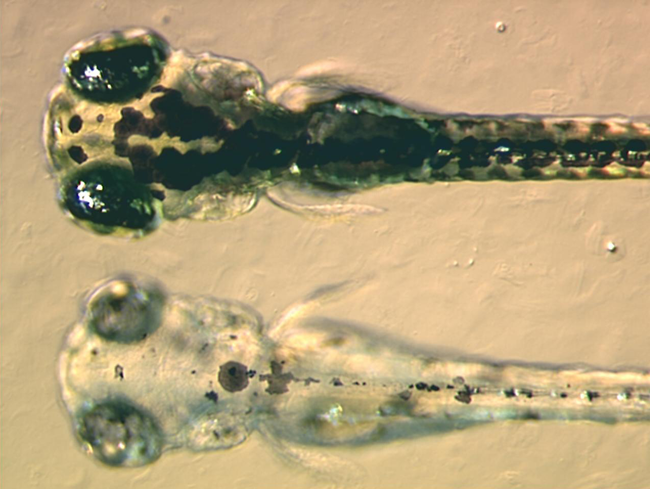
ゼブラフィシュの正常型（上）と色素変異体（下）の胚（4日目）。下はメラニン色素を持っていない。
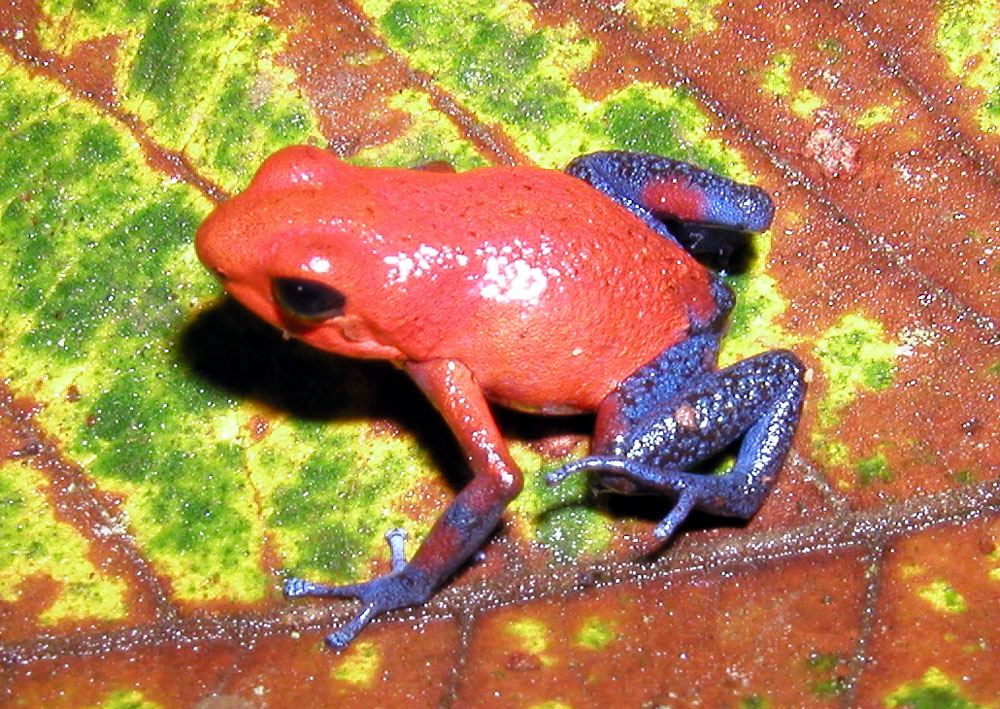
イチゴヤドクガエル
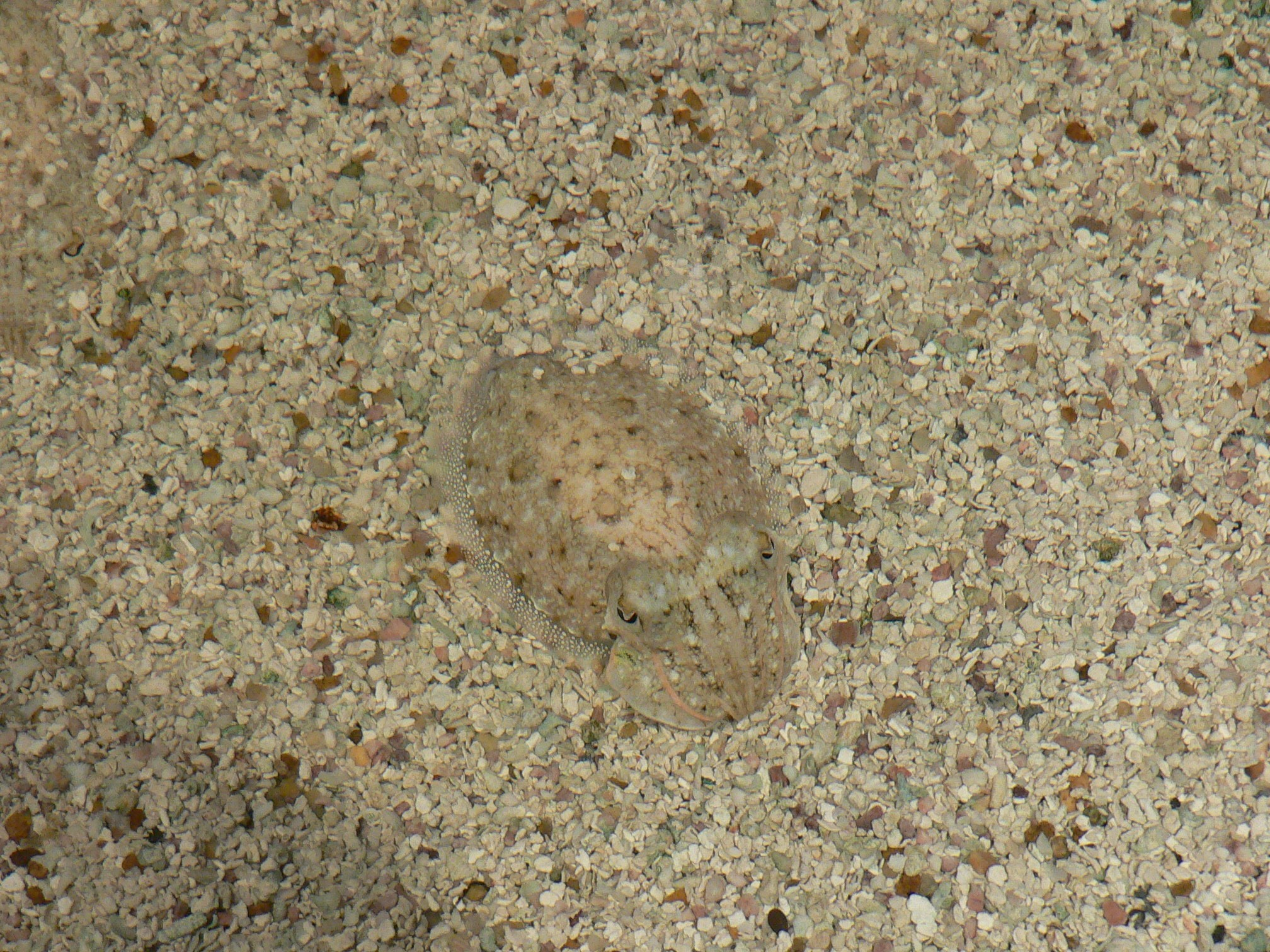
カモフラージュ中のコウイカの仲間